# Amatepec
Amatepec es la cabecera del municipio de Amatepec, uno de los municipios del Estado de México en México. Es una comunidad urbana y la segunda más poblada del municipio, según el censo del 2010 tenía una población total de 2187 habitantes, solo después de la comunidad de Palmar Chico, con alrededor de 8314 pobladores.

## Toponimia
El antiguo nombre de Amatepec, es Amatepec, topónimo de origen náhuatl en donde se fundó la actual población y significa Lugar en el cerro de los amates.